# Чащавіта
Чащаві́та (рос. Чащавита) — селище у складі Лісного міського округу Свердловської області.
Населення — 634 особи (2010, 0 у 2002).
В минулому селище було північною відокремленою частиною селища міського типу Йолкино.